# Tegwen Malik
Tegwen Malik (* 21. Januar 1975 in London) ist eine ehemalige walisische Squashspielerin.

## Karriere
Tegwen Malik spielte von 1994 bis 2007 auf der WSA Tour und gewann auf dieser drei Titel. Ihre beste Platzierung in der Weltrangliste erreichte sie mit Rang 16 im Januar 2000. Mit der walisischen Nationalmannschaft nahm sie mehrere Male an der Europameisterschaft teil. 2006 gehörte sie zum walisischen Kader bei den Commonwealth Games und erreichte im Einzel die zweite Runde, während sie im Doppel an der Seite von Gavin Jones im Viertelfinale ausschied. Siebenmal stand sie im Hauptfeld der Weltmeisterschaft: 1994, 1995, 1998 und 1999, sowie drei weitere Male von 2004 bis 2006, wobei ihr bestes Resultat das Erreichen der zweiten Runde beim Turnier 2005 war. In den Jahren 1992, 1993, 2002, 2004 und 2005 wurde sie walisische Meisterin. Drei Jahre lang, von November 1999 bis November 2002, konnte sie aufgrund einer Viruserkrankung keine Turniere bestreiten.

## Erfolge
- Gewonnene WSA-Titel: 3
- Walisischer Meister: 5 Titel (1992, 1993, 2002, 2004, 2005)